# Sematophyllum subdepressum
Sematophyllum subdepressum är en bladmossart som beskrevs av Brotherus 1925. Sematophyllum subdepressum ingår i släktet Sematophyllum och familjen Sematophyllaceae. Inga underarter finns listade i Catalogue of Life.